# Silvia Cobo Juárez
Silvia Cobo Juárez (Barcelona, 1979) és una periodista especialitzada en informació sobre mitjans de comunicació i internet. Bloguera des del gener de 2007 i autora del llibre Internet para periodistas. El 2009 va impulsar, amb els periodistes Andreu Castellano, Miguel Ángel Méndez, Jesús Gordillo, Carlos Alonso, Carmen Jané,Albert Muñoz, Anna Solana, Jordi Sabaté, Aitor Lagunas, Miquel Pellicer, Cèsar Sánchez i Toñi Herrero, el col·lectiu BCNMediaLab, com a espai de debat i reflexió sobre comunicació, que va deixar de funcionar el gener de 2014.
Actualment, treballa en àmbits d'interès personal, periodisme, divulgació i formació com a internet. A més a més, imparteix diferents cursos sobre introducció al món digital, a les xarxes socials i sobre la identitat personal al món d'internet.
Silvia Cobo, apareix com una de les 200 protagonistes de la internet catalana, en el llibre de Saül Gordillo Sobirania.cat